# TT17
La tombe thébaine TT 17 est située à Dra Abou el-Naga, dans la nécropole thébaine, sur la rive ouest du Nil, face à Louxor en Égypte.
C'est la sépulture de Nebamon, scribe et médecin du roi Amenhotep II durant la XVIIIe dynastie.
Nebamon est le fils du juge Nebseny, et d'Amenhotep (?). Le nom de sa femme n'est pas complètement préservé, mais ressemble à Ta[..]nefer.

## Description
Le tombeau se compose d'un hall et d'une salle intérieure. Le hall est orné de scènes d'offrande du défunt à ses parents, et de scènes de sa vie. Les hommes sont représentés au remplissage des greniers, les femmes sont à la cuisson du pain, etc.
Dans la salle intérieure, des scènes funéraires montrent un cortège, les rites exécutés devant la momie et les offrandes.